# Szingapúr vasúti közlekedése
Szingapúr vasúthálózatának hossza kb. 253 km, ami egy nemzetközi vonalból áll Malajzia felé, de két városi vonal is található.
A szingapúri vasúti közlekedés főként egy, az egész városállamot behálózó városi vasúti személyszállítási rendszerből áll: a két legnagyobb tömegközlekedési vállalat, az SMRT Trains (SMRT Corporation) és az SBS Transit által üzemeltetett gyorsvasúti rendszer, amelyet együttesen Mass Rapid Transit (MRT) rendszernek neveznek, valamint több, szintén mindkét vállalat által üzemeltetett, gumikerekes, automata vezetősínes Light Rail Transit (LRT) vonalból. Ezen kívül helyi speciális könnyűvasúti vonalak működnek olyan helyeken, mint a Szingapúr-Changi repülőtér és Sentosa.
Az eredetileg a brit gyarmati időkben épült vasútvonal egy rövid fennmaradt szakasza csatlakozik a malajziai vasúthálózathoz, és a malajziai vasúttársaság, a Keretapi Tanah Melayu (KTM) üzemelteti. A vasút szingapúri szakasza ma már csak a városok közötti személyszállítást szolgálja ki; 2011-ig a vasút Malajzia és a Tanjong Pagar-i szingapúri kikötő között teherszállítást is végzett.
A KTM vasút helyettesítésére két nemzetközi vasúti összeköttetést javasoltak Malajziával. A Johor Bahru-Szingapúr gyorsvasút jelenleg építés alatt áll, és a tervek szerint 2026-ban kezdi meg működését. A Kuala Lumpur-Szingapúr vasútvonalat tervezték, de 2021 januárjában felfüggesztették.
Bár Szingapúr nem tagja a Nemzetközi Vasúti Szövetségnek (UIC), tekintettel arra, hogy Szingapúr városállam jellegéből adódóan nem rendelkezik saját nemzeti vasúttal, az SMRT Corporation, az SBS Transit és a Land Transport Authority tagjai a Nemzetközi Közlekedési Szövetségnek (UITP). Az SMRT Corporation tagja a Community of Metros (CoMET) benchmarking csoportnak is.

## Vasúti kapcsolata más országokkal
- Malajzia - igen